# Asaron
Asaron, C12H16O3, är en kemisk förening av fenylpropanoidklassen som finns i vissa växter som Acorus och Asarum. Det finns två isomerer, α (eller trans) och β (eller cis). Som en flyktig doftolja används den för att döda skadedjur och bakterier. Den är ett hallucinogent ämne som har vissa likheter med meskalin.

## Farmakologi
Det huvudsakliga kliniska symptomet på asaron är långvarig kräkningar som ibland varade mer än 15 timmar. Asaron metaboliseras inte till trimetoxiamfetamin som har hävdats av online-leverantörer.
Europarådets expertkommitté för aromämnen drog slutsatsen att β-asaron är klart cancerframkallande och har föreslagit gränser för koncentrationen i smakämnen som bitter framställd av Acorus calamus (kalmus).
β-Asarone uppvisar anti-svampaktivitet genom att hämma ergosterol biosyntes i Aspergillus niger. Toxicitet och cancerframkallande av asaron innebär emellertid att det kan vara svårt att utveckla någon praktisk medicinering baserat på den.